# Fujikura
Fujikura Ltd. (株式会社フジクラ, Fujikura Kabushiki-gaisha) este o companie multinațională, principala activitate fiind producția de instalații electrice, dezvoltarea și producția de sisteme de energie electrică și sisteme de telecomunicații.

## Istoric
Începutul companiei Fujikura pornește din 1885, când Zenpachi Fujikura a început producția de cabluri înfășurate cu mătase sau bumbac .
Familia Fujikura deținea o fermă destul de mare, însă inundațiile repetate cu care se confruntau an de an le afecta producția culturilor agricole. Tatăl lui Zenpachi, Kumakichi, a încercat să extindă afacerile prin vânzarea de cherestea și transport fluvial, alături de agricultură, dar nu a reușit să crească averea familiei.
Zenpachi a făcut un pas important în momentul în care a închiriat morile de apă în Numahata și a început activitatea de prelucrare a orezului. Deși moara funcționa continuu, afacerea nu a generat un profit foarte mare, având adesea de suferit din cauza inundațiilor. Când contractul de închiriere a expirat, în 1875, Zenpachi în vârstă de 33 ani, a decis să se mute la Tokyo cu familia și să înceapă o nouă afacere.
La Tokyo, viața lui Zenpachi a devenit o luptă permanentă. Un motor cu aburi defectuos achiziționat pentru a începe activitatea de prelucrare a orezului a dus la un proces de 3 ani și la abandonarea afacerii. Această întâmplare a fost urmată de alte încercări nereușite.
În 1884, Zenpachi a produs un accesoriu pentru îngrijirea părului numit "Ichikawa", în onoarea celebrului actor al acelor timpuri, Kabuki Danjuro Ichikawa IX. Cu ajutorul lui Ichikawa, care a fost de acord sa facă publicitate invenției sale, produsul a avut un succes neașteptat, primind solicitări din toată Japonia. Profitul astfel obținut, a asigurat capitalul inițial pentru dezvoltarea unei noi afaceri cu cabluri electrice.
Prima fabrică care produce sârmă de bobinat izolată cu bumbac și mătase a început să funcționeze în februarie 1885 în Avaji-cho, Kanda. Era formată din 12 angajați, inclusiv Zenpachi Fujikura, soția lui, Ini Fujikura și fratele, Harukichi Fujikura. Fabrica a fost folosită și ca locuință a familiei Fujikura, una dintre camere fiind utilizată ca și atelier .
În septembrie 1890, familia Fujikura a cumpărat un teren în localitatea Sendagaya – Tokyo, unde a construit o nouă fabrică de 330 metri pătrați. A început fabricarea firelor izolate cu cauciuc folosind puterea morii de apă.
In Iunie 1896, fabrica din Sendagaya a fost relocată într-un spațiu mai mare, cu suprafața de 3300 metri pătrați. Deși suprafața părea mare pentru producția din momentul respectiv, Zenpachi a decis să facă achiziția cu gândul la expansiunea afacerii pe viitor. Această investiție a făcut posibilă finalizarea întregului proces de fabricare a firelor cu izolație din cauciuc într-un singur atelier de lucru sporind masiv capacitatea de producție.
În iulie 1897,Zenpachi i-a oferit nepotului său, Kenzo Okada, posibilitatea de a studia tehnologia de producere a cablului izolat cu cauciuc in SUA. Kenzo Okada a revenit în august 1900 având cel mai important rol în dezvoltarea tehnologică a companiei de până atunci. În 1901, compania a fost redenumită Fujikura Electric Wire & Rubber Co, Ltd, iar mai târziu în 1910 devine Fujikura Electric Wire Ltd., pregătită să producă în masă cabluri electrice.

## Misiunea companiei Fujikura
Fujikura doreste să creeze valoare excepțională pentru clienții săi din întreaga lume folosind tehnologii “Tsunagu” (cuvânt Japonez care înseamnă “conectare”) .

## Sediul principal și unități de producție
Cu un număr total de peste 58.000  de angajați în întreaga lume, Fujikura este formată astfel din:
·  Sediul principal alaturi de 21 de unitati de producție în Japonia;
·   13 unități de producție în Asia;
·   30 unități de producție în America;
·   13 unități de producție în China;
21 unități de producție în Europa și Africa de Nord

### Misiune, Viziune și Valori fundamentale

#### Misiune
·  Misiunea Grupului Fujikura este să creeze valoare excepțională pentru clienții nostri din toată lumea folosind tehnologii “Tsunagu” (cuvânt japonez care înseamnă “conectare”).
·  Ne dedicăm furnizării de produse și soluții excepționale care ne câștigă încrederea clienților și prin care ne aducem contribuția la societate.

#### Viziune
- Viziunea Fujikura este să devenim cel mai de     încredere partener de pe piețele noastre, să continuăm să dezvoltăm     produse și soluții inovatoare și relevante, și să influențăm în mod     pozitiv comunitatea.
- Ne străduim să fim pe primul loc pe piețele     noastre folosind tehnologiile “Tsunagu”, dezvoltând fără încetare produse     și soluții utile și inovatoare.
- Fiecare persoană din cadrul companiei se va     stradui să devină un element esențial, dezvoltând astfel o echipă care să     poată ajuta cu adevărat Fujikura să se remarce pe scena mondială.

#### Valori Fundamentale
- Satisfacția clienților

“Ceea ce faceți este de ajuns pentru a asigura satisfacția clienților?”
- Schimbare

“Sunteți dispuși să acceptați provocări pentru a progresa?”
- Colaborare

“În calitate de asociat al Fujikura, sunteți determinat să lucrați împreună cu alții pentru a obține cele mai bune rezultate pentru compania noastră?”
TSUNAGU este un termen japonez care înseamnă legare, conectare, unire, asociere. Fujikura a debutat ca fabricant de cabluri electrice, cabluri care transportă electricitatea, racordând o centrală electrică la o substație și apoi la cămin.
Următoarele produse ale Fujikura au fost cablurile de comunicații, cabluri care transportă date-voce, racordând căminele.
Produsul nostru este cablajul, cabluri care racordează toate piesele unei mașini.
Totul este racordat, legat, unit, fixat.
Produsele noastre vor fi utilizate pentru conectare sau racord, transportând electricitatea, lumina, informațiile, date-voce etc. Toate produsele noastre sunt utilizate pentru TSUNAGU și create cu tehnologii TSUNAGU.

## Fujikura Automotive România
Fujikura Automotive România operează doua unități de producție în nord-vestul țării.
Cablajele auto sunt produse în fabricile din Cluj-Napoca și Dej (județul Cluj).
Compania avea 2.760 de angajați în 2011, iar cifra de afaceri realizată în 2011 a fost de 159 de milioane de lei.
Fujikura Automotive România este compania rezultată după preluarea de către japonezii de la Fujikura a fabricilor deținute anterior de compania spaniolă ACE Automotive.
Ace Automotive a construit în România trei fabrici, la Cluj, Dej și Câmpeni, prima fiind realizată în 2001.
Investițiile ACE Automotive au depășit 60 milioane euro.
În anul 2009, compania a închis fabrica din Jibou (Sălaj) și din Câmpeni (Alba), producția fiind transferată în fabricile din Cluj-Napoca, Dej și Maroc.
Fujikura a fost asociată în producția de cablaje auto și cu americanii de la Alcoa, deținând împreună patru fabrici, două în Caransebeș și câte una în Nădab (Arad) și Beiuș (Bihor).
Parteneriatul între Alcoa și Fujikura a încetat în 2005, fabricile fiind în prezent sub administrarea Alcoa.
În anul 2009, cele patru fabrici angajau aproape 4.000 de oameni.
În 2007 Alcoa Fujikura România a realizat afaceri de 27,5 milioane de euro.
Număr de angajați:
- 2009: 2.000[11]
- 2008: 2.700[11]